# Carles Mundó
Carles Mundó Blanch (Vich, Barcelona 1976) es un abogado y político español. Ocupó el cargo de consejero de Justicia de la Generalidad de Cataluña entre el 14 de enero de 2016 y el 28 de octubre de 2017.
Desde el 7 de septiembre se encontraba investigado por la Fiscalía del Tribunal Superior de Justicia de Cataluña por presuntos delitos de prevaricación, desobediencia al Tribunal Constitucional y malversación de caudales públicos, tras firmar el Decreto autonómico para convocar un referéndum de autodeterminación, junto con los demás miembros del Gobierno autonómico. El 8 de septiembre, la Fiscalía exigía fianza para garantizar los gastos que pueda causar al erario público, que cifra en 6,2 millones de euros. El Juicio empezó el 12 de febrero de 2019. Una vez celebrado, en sentencia 459/2019, de 14 de octubre de 2019, el Tribunal Supremo le absolvió del delito de malversación y le condenó con una multa por el de desobediencia.

## Biografía
Es licenciado en Derecho por la Universidad Pompeu Fabra (UPF) y tiene un máster en Derecho Urbanístico (IDEC-UPF). 
Profesionalmente es abogado en ejercicio desde 1998, colegiado del Colegio de Abogados de Barcelona y actualmente es responsable del área de Derecho Civil de la firma Bufete Vallbé de Barcelona.
Fue jefe del Gabinete del Departamento de Educación catalán entre diciembre del 2003 y mayo del 2006, y del Departamento de Cultura y Medios de comunicación entre diciembre de 2006 y enero de 2008. Entre enero de 2008 y enero de 2011 fue Secretario de medios de Comunicación de la Generalidad de Cataluña y fue presidente de la Agencia Catalana de Noticias (ACN).
En el ámbito universitario, fue miembro del Consejo Interuniversitario de Cataluña, del Consejo Social de la Universidad de Barcelona (UB), y del Consejo Social de la Universitat Pompeu Fabra (UPF), del cual es presidente de la Comisión Académica. 
Es vocal del Observatorio de Derecho Privado de Cataluña, órgano asesor del Departamento de Justicia de la Generalidad. Ha formado parte del Secretariado del Consejo Nacional de la Juventud de Cataluña (CNJC) y ha sido miembro del Consejo Social de la lengua catalana. 
Ha sido uno de los abogados promotores de la asociación Drets (Derechos), dedicada a defender jurídicamente a la sociedad catalana de los ataques en contra de la lengua y la cultura catalanas.[cita requerida]
En el ámbito municipal, ha sido concejal de ERC en el Ayuntamiento de Gurb (Osona), su municipio, entre 1999 y 2015, asumiendo las concejalías de Cultura, Vivienda y Enseñanza.
El 13 de enero de 2016 fue nombrado consejero de Justicia de la Generalidad por Carles Puigdemont, cargo del cual tomó posesión el día 14 de enero.

### Causa judicial
Como consejero  de Justicia del  gobierno de Carles Puigdemont fue encarcelado de manera preventiva en la prisión madrileña de Estremera, compartiendo celda con el líder de su partido, Oriol Junqueras. Después de declarar ante el Tribunal Supremo el 9 de enero de 2018, tras ser excarcelado bajo fianza el 4 de diciembre, al poco renunció a su acta de diputado y abandonó la política activa.
El 1 de febrero de 2019 los acusados en situación de prisión provisional fueron conducidos a la Prisión de Alcalá Meco en un autocar de la Guardia Civil, para hacer frente al Juicio que se prevé comience el 12 de febrero. Carles Mundó acudió al juicio por sus propios medios al encontrarse en situación de libertad.
El Tribunal Supremo juzga a 12 líderes catalanes, entre ellos a Carles Mundó, por el referéndum y la declaración unilateral de independencia de 2017. El juez Llarena en su auto acusaba a Carles Mundó de los delitos de malversación de caudales públicos y desobediencia, al haber asumido el 29 de septiembre de 2017, como Consejero de Justicia de la Generalidad el control de locales dependientes de su departamento, y permitiendo a su vez que su departamento soportara gastos para la consecución del referéndum de independencia. La petición de penas en el escenario judicial de investigado, anteriormente denominado imputado, por los delitos de desobediencia y malversación, quedó de la siguiente forma: la Fiscalía General del Estado solicitaba la pena de 7 años de prisión, los mismos que la Abogacía del Estado. Una vez celebrado el juicio, en sentencia 459/2019, de 14 de octubre de 2019, el Tribunal Supremo le absolvió del delito de malversación y le condenó con una multa por el de desobediencia.

### Condena
El lunes 14 de octubre de 2019, la sala de lo penal del Tribunal Supremo emite la sentencia de la causa seguida contra los 12 líderes catalanes del procés. A Carles Mundó le condena por desobediencia a 1 año y ocho meses de inhabilitación.